# Guilherme Paraense
Guilherme Paraense (Belém, 25 de junho de 1884 — Rio de Janeiro, 18 de abril de 1968) foi o primeiro esportista brasileiro a conquistar uma medalha de ouro nos Jogos Olímpicos, na modalidade de tiro. Foi militar integrante do Exército Brasileiro, com a patente de tenente e atleta do Fluminense Football Club.
Em Belém, sua terra natal, existe uma arena poliesportiva chamada "Arena Guilherme Paraense", conhecida como Mangueirinho, com capacidade para 11.970 pessoas. É a maior e mais moderna arena poliesportiva da Região Norte, sendo a primeira e única da região, e uma das cinco arenas do país completamente climatizada. Além dos esportes indoor, como vôlei, basquete, handebol e futsal, a arena foi projetada para receber diferentes eventos como, por exemplo, UFC ou shows musicais, já que também dispõe de um palco móvel.

## Olimpíada
Paraense embarcou para Antuérpia, em 1920, com delegação de vinte companheiros de modalidades diferentes (natação, polo aquático, saltos ornamentais, remo e tiro esportivo) a bordo do navio Curvello, todos por conta própria, pois o COB não organizou a viagem oficial. A precariedade da viagem foi grande, de 3ª classe em camarotes pequenos e sem ar, os atletas dormiram no chão do bar, após a saída do último cliente, precisando acordar cedo para treinar improvisadamente no convés.
Informados na Ilha da Madeira de que o navio não chegaria a Antuérpia a tempo de participarem das provas, desceram em Lisboa, de onde prosseguiram de trem até a Bélgica, em um trem aberto, sob chuva e sol. Após viagem que durou 27 dias, na conexão em Bruxelas parte das armas e a munição de Paraense foram roubadas.
Com tantos percalços, a equipe brasileira de tiro (formada por Afrânio Costa (capitão), Sebastião Wolf, Dario Barbosa, Fernando Soledade, Demerval Peixoto, Mario Maurity e Guilherme Paraense) chegou aos Jogos com moral baixa, sem alimentação e sem material esportivo. Impressionados com a situação dos colegas, os atiradores americanos lhes emprestaram armas e munição, modernas fabricadas especialmente pela Colt, e com elas os brasileiros derrotaram seus benfeitores, ganhando ouro, prata e bronze no Tiro. Paraense, porém, ganhou o ouro com sua própria arma, guardada até hoje por sua filha Oysis Paraense Ferreira.

### Medalhas
Paraense venceu a modalidade de pistola rápida na prova de desempate individual e conquistou a primeira medalha de ouro olímpica brasileira, em 3 de agosto de 1920. Sendo também medalhista de bronze por equipe na prova de pistola livre.

### Homenagens
Retornando da Europa com a equipe, desta vez num navio bem mais confortável que o Curvello, depois que a notícia da façanha chegou ao Brasil, Paraense foi recebido pelo então presidente da República Epitácio Pessoa e ganhou uma placa de ouro comemorativa. Em 1989 foi homenageado pelo Exército Brasileiro, que batizou como "Polígono de Tiro Tenente Guilherme Paraense" o conjunto de estandes de tiro da Academia Militar das Agulhas Negras (AMAN), em Resende (RJ).
Em 1922, foi campeão sul-americano de tiro esportivo.
Campeão brasileiro de tiro esportivo por várias vezes, foi também campeão carioca pelo Fluminense e pelo São Cristóvão.
Paraense seguiu sua carreira militar, chegando ao posto de coronel. Participou da Revolução de 1930.
Em 1968, faleceu aos 83 anos de infarto no Rio de Janeiro, sendo mais reverenciado na Europa que no Brasil.